# Son Dong-woon
Đây là một tên người Triều Tiên, họ là Son.
Son Dong-woon (tiếng Hàn: 손동운; Hanja: 孫東雲; Hán Việt: Tôn Đông Vân; sinh ngày 6 tháng 6 năm 1991), thường được biết đến với nghệ danh Dongwoon, là một ca sĩ và diễn viên Hàn Quốc. Anh là giọng hát và là thành viên trẻ tuổi nhất của nhóm nhạc Hàn Quốc "HIGHLIGHT".

## Tiểu sử
Son Dong-Woon sinh ra ở Seoul, Hàn Quốc vào 6 tháng 6 năm 1991. Ba của Dong Woon, Son Il-rak, một giáo sư tại Đại học Cheongju. Dong Woon đã phát biểu trong một cuộc phỏng vấn và trong chương trình Win Win của KBS rằng anh đã từng học ở Santa Rosa, Laguna, Philippines. Dong Woon làm thực tập sinh cho JYP Entertainment trong 2 năm, và là thành viên cuối cùng gia nhập vào BEAST. Anh là maknae (trẻ nhất) của nhóm.
Dong Woon được biết đến với nét nhìn phương Tây so với các thành viên khác. Anh còn có một số tài năng như nói tiếng Anh và tiếng Trung cũng như chơi piano và sáo điện.
Dong Woon học tại trường trung học Hanyoung và hiện đang học tại Đại học Konkuk chuyên ngành hình ảnh và phim.

## Sự nghiệp

### Beast
Nhóm đã phát hành 5 mini-album tiếng Hàn và nhiều đĩa đơn. Dong Woon là giọng ca và là Maknae của HIGHLIGHT.

## Sự nghiệp solo

### "우동"("Udong/Udon")
Vào tháng 12 năm 2010, Dong Woon phát hành đĩa đơn album kỹ thuật số "Udon" cùng với Kang Min Kyung của Davichi. Sau khi phát hành, ca khúc nhanh chóng đứng đầu các bảng xếp hạng, nó trở nên phổ biến rộng rãi và nó kỳ vọng bắt đầu một xu hướng mới. Tuy nhiên, họ nói rằng do nhạc sĩ sáng tác ca khúc ‘Udon' có tiêu đề bài hát nằm trong tiếng Nhật, do đó 3 kênh truyền hình chính xác nhận rằng họ sẽ không phát sóng trên chương trình truyền hình.

### SUPER MARKET – một nửa khác của dự án (Shinsadong Tigeralbum)
Vào tháng 4 năm 2012, Dong Woon phát hành "In the Cloud" cho 'Supermarket_another Half' của Shinsadong Tiger. Với nhịp ballad chậm, Dong Woon trình diễn cho những người hâm hộ thấy những gì anh cho thể mang đến cho họ với tư cách nghệ sĩ solo.

### SON DONG WOON 1st DIGITAL SINGLE 「Prelude: 목소리」
Vào ngày 18 tháng 7 năm 2018. Around Us thông báo Dong Woon ra album kĩ thuật số đầu tay「Prelude: 목소리 」trên trang Youtube chính thức của nhóm với 3 ca khúc do chính tay anh sáng tác cùng với mọi người. Và đã tức tốc anh đứng No.2 trong Top tìm kiếm trên Melon.

## Danh sách đĩa nhạc

### Khách mời
| Năm  | Ngày  | Tiêu đề                   | Ca sĩ                                       | Album                                                          |
| ---- | ----- | ------------------------- | ------------------------------------------- | -------------------------------------------------------------- |
| 2010 | 12.17 | "우동" ("Udong/Udon")     | Kang Minkyung và Son Dongwoon               | 우동                                                           |
| 2011 | 11.17 | "꿈을 꾼다" ("Dreaming")> | Yong Junhyung, Yang Yoseob, và Son Dongwoon | 나도, 꽃! (I’m A Flower Too!)                                  |
| 2012 | 04.24 | "In the Cloud"            | Son Dongwoon                                | SUPER MARKET – một nửa khác của dự án (Shinsadong Tiger album) |

## Phim tham gia
| Năm  | Tiêu đề                    | Thể loại             | Vai trò   |
| ---- | -------------------------- | -------------------- | --------- |
| 2009 | MTV B2ST                   | Tài liệu TV(MTV)     | Chính anh |
| 2010 | MTV Beast Almighty         | TV Show (MTV)        | Chính anh |
| 2010 | Idol Maid                  | TV Show (MBC)        | Chính anh |
| 2010 | SHIN PD Variety Show       | TV Show (SBS)        | Chính anh |
| 2011 | Exciting Cube TV           | TV Show (MNET Japan) | Chính anh |
| 2012 | Win Win                    | TV Show (KBS2)       | Chính anh |
| 2012 | Invincible Youth 2         | TV Show (KBS2 HD)    | Chính anh |
| 2014 | Showtime Burning the Beast | TV Show (MBC Every1) | Chính anh |

## Chủ trì hoặc MC chương trình
| Ngày | Tên                   | Kênh  |
| ---- | --------------------- | ----- |
| 2014 | Super Idol Chart Show | M.net |